# Indischer Armschilddolch
Ein Indischer-Armschilddolch  ist eine Stich- und Abwehrwaffe aus Indien.

## Beschreibung
Ein Indischer-Armschilddolch besteht vollständig aus Stahl. Er ist halbrund gearbeitet und bildet eine Schiene, die den Unterarm schützt. An der Innenseite ist der Griffbereich mittig und quer zur Längsrichtung angebracht. An den beiden Enden sind metallene, in Blattform geschmiedete Spitzen angebracht, die zum Schlagen dienen. Auf der Oberseite sind fünf schmale, zweischneidige Dolchklingen fixiert. Die Klingen und der Armschutz sind jeweils aus Damaszenerstahl (indischer Wootz-Stahl, Gussdamast) gearbeitet. Der Dolch wird von Kriegerkasten in Indien benutzt.